# Irma Alicia Velásquez Nimatuj
Irma Alicia Velásquez Nimatuj (Quetzaltenango, 1965) es una periodista y antropóloga guatemalteca de descendencia maya-k'iche'. Autora de referencia en el estudio del racismo estructural. Experta en memoria, verdad y defensa de la justicia. Profesora en la Universidad de Stanford.

## Biografía
Estudió periodismo en la Universidad de San Carlos de Guatemala. En 1997 recibió la beca del Programa Fulbright para estudiar Antropología Social en Estados Unidos, donde se doctoró por la Universidad de Texas. Se opuso al racismo, que también vivió en carne propia, en palabras de Marta Elena Casaús «Se graduó con una de las tesis más interesantes sobre racismo y discriminación y como una ironía de la vida, una vez obtenida su maestría, fue expulsada de un bar, propiedad de una de las familias de la oligarquía guatemalteca [...] porque dijeron que “iba vestida de india”», una experiencia que la motivó a litigar.
Entre 2005 y 2013 fue directora del Mecanismo de Apoyo a Pueblos Indígenas Oxlajuj Tzikin.
En 2010, dio su testimonio en el «Tribunal de Conciencia contra la violencia sexual hacia las mujeres durante el conflicto armado», celebrado en Guatemala el 4 y 5 de marzo de 2010. Durante el juicio contra Rios Montt escribió varios artículos por los que recibió amenazas de muerte. En 2016 también dio su testimonio en el caso de Sepur Zarco, recogiendo la esclavitud y violencia sexual sufrida por las mujeres mayas entre 1960 y 1996, dentro del conflicto armado.
Ha sido asesora de varias de las agencias de Naciones Unidas en temas de racismo y derechos de los pueblos indígenas, entre ellas UNICEF, ONU MUJERES y OACNUDH.
En 2017, participó en el documental "500 años" donde fue una de las protagonistas, aunque no tuvo el impacto que deseaban tener en la conciencia guatemalteca.

## Obras
- La justicia nunca estuvo de nuestro lado. Peritaje cultural sobre conflicto armado y violencia sexual en el caso de Sepur Zarco, Guatemala (Instituto Hegoa, 2019)[5]
- Lunas y Calendarios, colección poesía guatemalteca (Editorial Cultura, 2018)[10]
- Pueblos indígenas, estado y lucha por tierra en Guatemala: Estrategias de sobrevivencia y negociación ante la desigualdad globalizada (AVANCSO, 2008)[11]
- La pequeña burguesía indígena comercial de Guatemala: Desigualdades de clase, raza y género (SERJUS Y AVANCSO, 2002)[12]

## Premios y reconocimientos

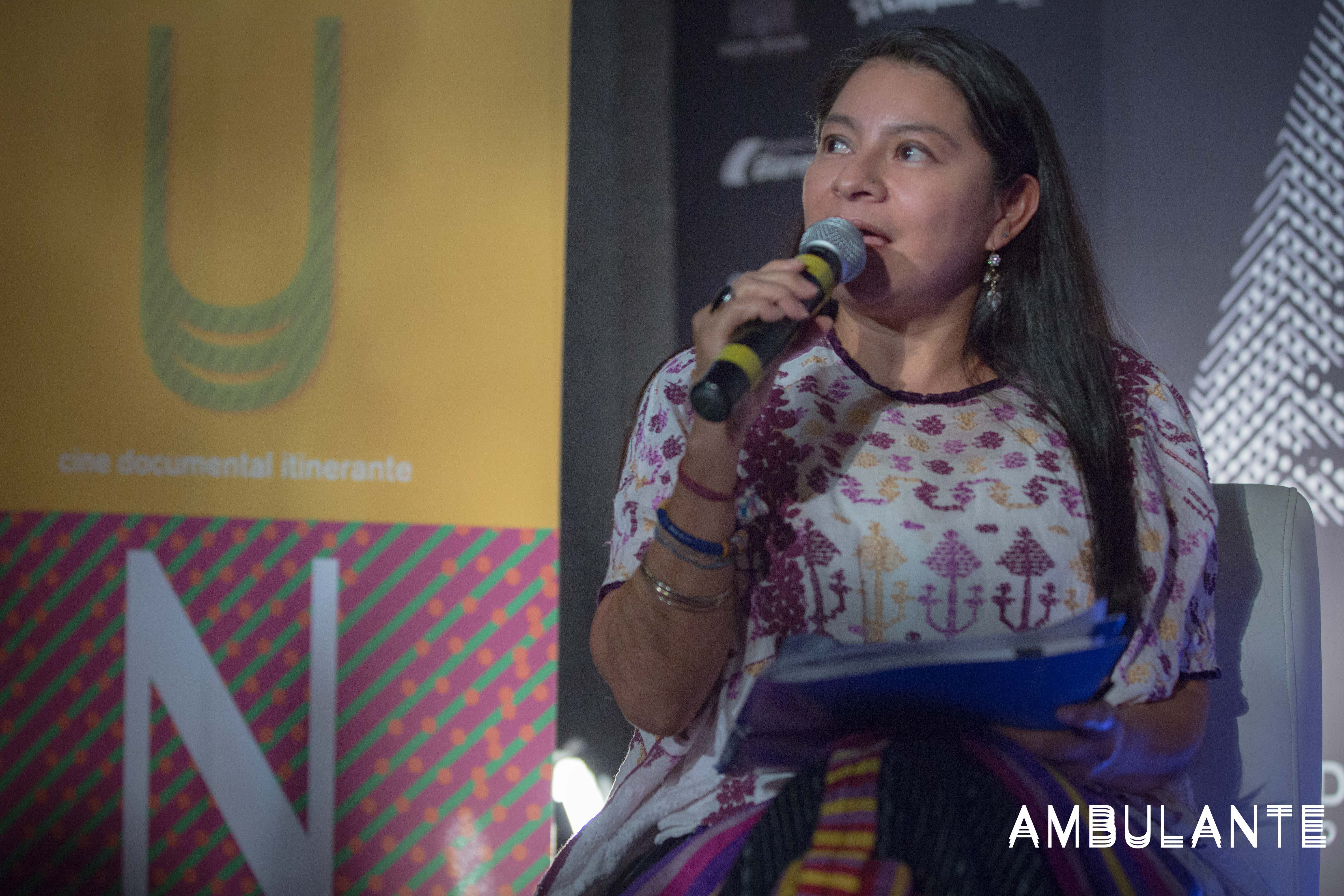
Irma Alicia Velásquez Nimatuj en una presentación del documental "500 años".

- En 2015 fue invitada por la Asociación de Estudios Latinoamericanos (LASA) a compartir su obra y su trabajo de defensa política de los pueblos indígenas.[3]
- En 2016 fue nombrada Tinker Visiting Professor, por el Instituto de Estudios Latinoamericanos Teresa Lozano Long (Universidad de Tejas, Austin).[13]
- En 2017 fue nombrada Mellon Visiting Professor, por el Centro de Estudios Latino Americanos y del Caribe (Universidad de Duke).[6]
- En 2018-2019 fue nombrada Craig M. Cogut Visiting Professor, por el Centro de Estudios Latinoamericanos y el Caribe (Universidad de Brown).[2][14]
- En 2020 recibió una mención de CLACSO por su aporte en el informe «La lucha de las mujeres por la igualdad en América Latina y el Caribe» realizado en el marco del Premio Berta Cáceres.[15]
- En 2020, recibió el premio Martin Diskin Memorial Lectureship Award de LASA/OXFAM America.[13][16]